# 喬羅山
16°32′40″S 67°50′26″W / 16.54444°S 67.84056°W
喬羅山（Churu），是玻利維亞的山峰，位於該國西部拉巴斯省的南永加斯省，處於穆魯拉塔山西南面、維拉科塔山以東和科塔帕塔山東南面，屬於安第斯山脈中玻利維亞瑞阿爾山脈的一部分，海拔高度約5,200米。